# Federkugel

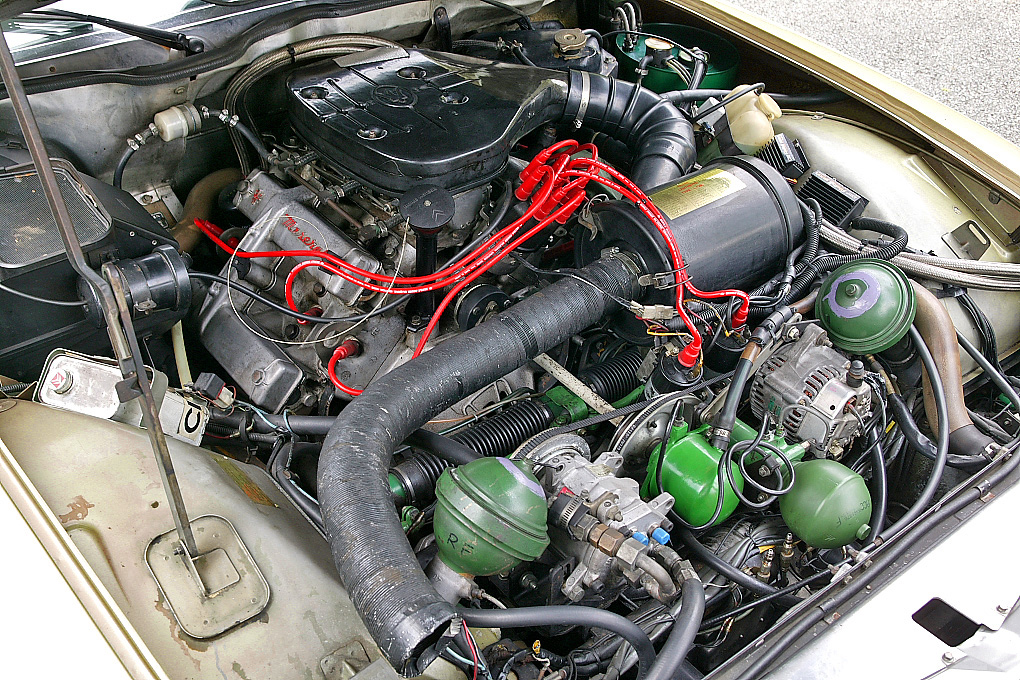
Federkugeln (grün) in einem Citroën SM.

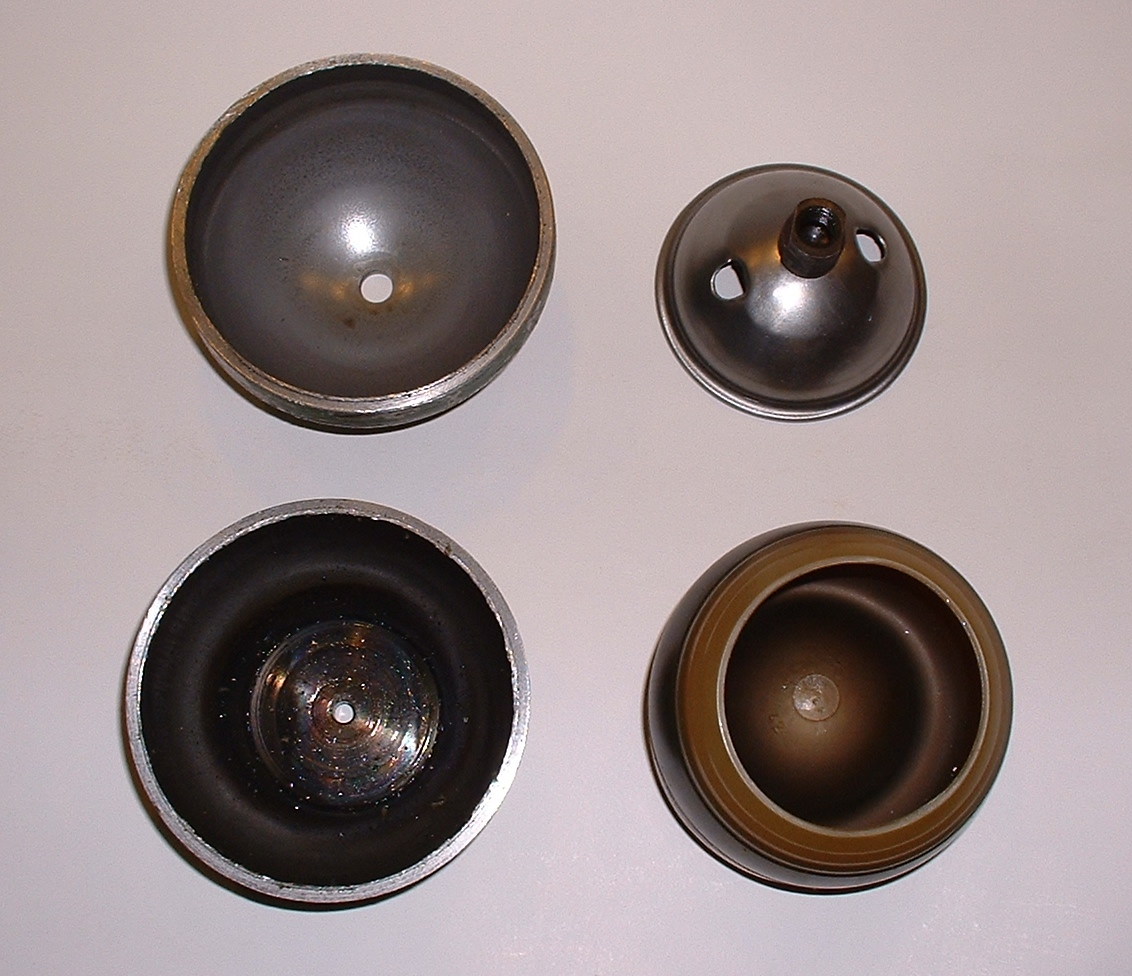
Aufgeschnittene Federkugel (Druckspeicher) aus einem Citroën Xantia.

Die Federkugel, auch Sphäre genannt, ist das zentrale Element der hydropneumatischen Citroën-Federung.

## Aufbau
Die Federkugel ist ein kugelförmiger Stahlbehälter, in die eine Gummimembran (Diaphragma) eingesetzt ist, die den Rauminhalt der Kugel in zwei Teile trennt, einer für Gas, der andere für Flüssigkeit. Es handelt sich also um eine spezielle Form eines Ausgleichsbehälters.
Stickstoffteil:
Dieser Teil ist mit Stickstoffgas unter hohem Druck, dem sogenannten Tarierdruck, gefüllt.
Flüssigkeitsteil:
Dieser Bereich wird von der Hydraulikflüssigkeit ausgefüllt, welche vom Hydrauliksystem der hydropneumatischen Radaufhängung gegen den Druck des Stickstoffgases wirkt.

## Funktionsweise
Das Stickstoffgas, das unter seinem Tarierdruck von bis zu 75 bar den kompletten Rauminhalt der Kugel füllt, wird über die flexible Membran von der Hydraulikflüssigkeit komprimiert, wodurch sich das Gasvolumen reduziert.
Der Fülldruck ist in der Regel so bemessen, dass bei normalem Betrieb ein Gleichgewicht zwischen der unter Hochdruck stehenden Hydraulikflüssigkeit und dem von ihr komprimierten Gas herrscht. Die Kugel ist also zur Hälfte mit Gas, zur anderen mit Hydrauliköl gefüllt, beide unter sehr hohem Druck.
Die Federung, die dieser Kugel ihren Namen gibt, wird durch dieses Gaspolster realisiert, das über das Medium Hydrauliköl durch einen Kolben/Zylinder von der Radaufhängung mehr oder weniger komprimiert wird.